# Mark Fuller
Mark Albert Fuller (* 25. März 1961 in Roseville, Kalifornien) ist ein ehemaliger US-amerikanischer Ringer. Er war dreimaliger Olympiateilnehmer und pan-amerikanischer Meister 1991 im griechisch-römischen Stil im Papiergewicht.

## Werdegang
Mark Fuller begann als Jugendlicher an einer High-School mit dem Ringen. Er begann, wie alle High-School-Ringer im freien Stil, bemerkte aber bald, dass er auch für den griechisch-römischen Stil Talent hat und stellte sich erfolgreich auf diesen Stil um. Nach der High-School besuchte er die Brigham Young University, wo er sich zum Sportlehrer ausbilden ließ.
Im Jahre 1979 begann seine internationale Karriere. Er wurde in Colorado Springs Junioren-Weltmeister der Altersgruppe „Juniors“, das ist die Altersgruppe bis zum 18. Lebensjahr. Er siegte dort im griechisch-römischen Stil im Papiergewicht vor Bernd Scherer aus der Bundesrepublik Deutschland und Erwin Goris aus den Niederlanden. 1981 wurde er in Vancouver auch Junioren-Weltmeister der Altersgruppe „Espoirs“, das ist die Altersgruppe bis zum 20. Lebensjahr. Er ließ dort im Papiergewicht Magyatdin Allachwerdijew aus der Sowjetunion, Bratan Zenow aus Bulgarien, Bernd Scherer und Vincenzo Maenza aus Italien hinter sich. Maenza wurde später Olympiasieger, Allachwerdijew und Zenow Weltmeister.
Mark Fuller konnte als Senior keine solche Erfolge erzielen. Er schaffte es aber, sich in den Vereinigten Staaten viermal für die Olympischen Spiele von 1980 bis 1992 zu qualifizieren. 1980 in Moskau konnte er wegen des Boykotts dieser Spiele durch die Vereinigten Staaten nicht an den Start gehen. 1984 in Los Angeles verlor im Papiergewicht gegen Li Haisheng aus China (7:8 techn. Punkte) und gegen Salih Bora aus der Türkei (2:6 techn. Punkte) und kam damit auf den 8. Rang. 1988 in Seoul gewann er im Papiergewicht gegen Ikazu Saito aus Japan und musste danach gegen Jon Rønningen aus Norwegen (4:6) und Vincenzo Maenza (4:7) knappe Punktniederlagen hinnehmen, die ihn zum Ausscheiden zwangen. Leider ist der genaue Platz, den er in Seoul erreichte, in keiner Quelle festgehalten. Die Platzierung dürfte aber zwischen Platz neun und zwölf liegen. Bei den Olympischen Spielen 1992 in Barcelona gelang Mark Fuller ein Sieg gegen Nik Zagronitschni aus Israel, gegen Wilber Sánchez aus Kuba und Iliuță Dăscălescu aus Rumänien verlor er aber und landete damit auf dem 11. Platz.
Mark Fuller startete auch einige Male bei Weltmeisterschaften und erreichte dabei ähnliche Platzierungen wie bei den Olympischen Spielen. 1981 in Oslo belegte er im Papiergewicht den 11. Platz und 1983 in Kiew den 7. Platz. 1985 startete er auch bei der Weltmeisterschaft im norwegischen Kolbotn, doch ist der Platz, den er dort erkämpfte, nirgends festgehalten. Er dürfte sich aber nicht unter den ersten Zehn platziert haben. Bei der Weltmeisterschaft 1989 in Martigny kam er auf den 9. Platz und bei der Weltmeisterschaft 1991 in Warna auf den 10. Platz.
Wesentlich erfolgreicher schnitt Mark Fuller bei den Pan Amerikanischen Spielen bzw. den Pan Amerikanischen Meisterschaften ab. 1983 kam er bei den Pan Amerikanischen Spielen in Caracas im Fliegengewicht hinter dem Kubaner Edmundo Miranda auf den 2. Platz und 1988 belegte er bei den Pan Amerikanischen Meisterschaften im Fliegengewicht hinter Pedro Roque Favier aus Kuba und Juan Bernardino Cortes aus Mexiko den 3. Platz. Den größten Erfolg seiner Laufbahn bei den Senioren erzielte er schließlich bei den Pan Amerikanischen Spielen 1991 in Havanna, denn er gewann dort im Papiergewicht vor Geovany Mato aus Kuba u. Jose A. Sabino aus der Dominikanischen Republik.
Mark Fuller beendete nach den Olympischen Spielen 1992 seine Karriere als aktiver Ringer. Er war danach als Sportlehrer und Trainer bei verschiedenen Ringeteams bzw. Organisationen tätig, wobei er sich meistens um den Nachwuchs kümmerte. Zurzeit wohnt er in Orem, Utah.

## Internationale Erfolge
| Jahr | Platz | Wettbewerb                                | Gewichtsklasse | |
| 1979 | 1.    | Junioren-WM (Juniors) in Colorado Springs | Papier         | vor Bernd Scherer, BRD u. Erwin Goris, Niederlande                                                                                                |
| 1980 | 3.    | Weltcup in Trelleborg                     | Papier         | hinter Timor Taimuras Kasaraschwili, UdSSR u. Kent Andersson, Schweden                                                                            |
| 1981 | 1.    | Junioren-WM (Espoirs) in Vancouver        | Papier         | vor Magyatdin Allachwerdijew, UdSSR, Bratan Zenow, Bulgarien, Bernd Scherer u. Vincenzo Maenza, Italien                                           |
| 1981 | 4.    | Universitäten-WM in Bukarest              | Papier         | hinter Timor Taimuras Kasaraschwili, Constantin Alexandru, Rumänien u. Hidekazu Okawa, Japan                                                      |
| 1981 | 10.   | WM in Oslo                                | Papier         | nach Niederlagen gegen Leszek Majkowski, Polen u. Vincenzo Maenza                                                                                 |
| 1983 | 2.    | Pan Amerikanische Spiele in Caracas       | Fliegen        | hinter Edmundo Miranda, Kuba, vor Daniel Aceves, Mexiko                                                                                           |
| 1983 | 7.    | WM in Kiew                                | Papier         | hinter Bratan Zenow, Markus Scherer, BRD, Timor Taimuras Kasaraschwili, Fumikazu Sasaka, Japan, Csaba Vadász, Ungarn u. Krzysztof Mudrecki, Polen |
| 1984 | 8.    | OS in Los Angeles                         | Papier         | nach Niederlagen gegen Li Haisheng, China u. Salih Bora, Türkei                                                                                   |
| 1985 | ?     | WM in Kolbotn                             | Fliegen        | Sieger: Jon Rønningen, Norwegen vor Minseit Tasetdinow, UdSSR u. Mihai Cișmaș, Rumänien                                                           |
| 1988 | 3.    | Pan Amerikanische Meisterschaften         | Fliegen        | hinter Pedro Roque Favier, Kuba u. Juan Bernardino Cortez, Mexiko                                                                                 |
| 1988 | ?     | OS in Seoul                               | Papier         | mit einem Punktsieg über Ikazu Saito, Japan u. Niederlagen gegen Lars Rønningen u. Vincenzo Maenza                                                |
| 1989 | 9.    | WM in Martigny                            | Fliegen        | Sieger: Alexander Ignatenko, UdSSR vor Remzi Öztürk, Türkei u. An Han-bong, Südkorea                                                              |
| 1991 | 1.    | Pan Amerikanische Spiele in Havanna       | Papier         | vor Geovany Mato, Kuba u. Jose A. Sabino, Dom. Rep.                                                                                               |
| 1991 | 3.    | Welt-Cup in Thessaloniki                  | Papier         | hinter Kwan Duk-yong, Südkorea u. Essengueldi Batyrgarin, UdSSR, vor Ali Ahmed Nagid, Ägypten                                                     |
| 1992 | 5.    | Pan Amerikanische Meisterschaften         | Papier         | hinter Wilber Sánchez, Kuba, Mynor Ramírez, Guatemala, Enrique Aguilar Zermevo, Mexiko u. Imran Akhtar, Kanada                                    |
| 1992 | 11.   | OS in Barcelona                           | Papier         | nach Niederlage gegen Wilber Sánchez, Sieg über Nik Zagronitschni, Israel u. Niederlage gegen Iliuță Dăscălescu, Rumänien                         |

## US-amerikanische Meisterschaften
Mark Fuller wurde in den Jahren 1983, 1984, 1985, 1989 u. 1992 US-amerikanischer Meister im Fliegengewicht.
Anm.: alle Wettkämpfe im griechisch-römischen Stil, OS = Olympische Spiele, WM = Weltmeisterschaft, Papiergewicht, damals bis 48 kg, Fliegengewicht, damals bis 52 kg Körpergewicht